# Tri Yann
Tri Yann [ˈtriː ˈjãnː] (« Les trois Jean ») est un groupe folk rock français originaire de Nantes (Loire-Atlantique) formé en 1969. Le style musical du groupe s'inspire principalement de la musique traditionnelle et de la chanson bretonne ainsi que des autres musiques celtiques traditionnelles.
En 1969, Jean-Louis Jossic, Jean Chocun et Jean-Paul Corbineau forment Tri Yann an Naoned qui signifie littéralement en breton « les trois Jean de Nantes » en rapport avec le prénom « Jean » commun aux trois fondateurs du groupe. Leur première apparition publique a lieu à Plouharnel le 27 décembre 1970, le jour de la Saint-Jean. Tri Yann an Naoned est né dans le sillage du mouvement de modernisation et de promotion de la musique bretonne et celtique lancé à partir de 1966 par Alan Stivell. À ses débuts, le groupe réinterprète des chansons traditionnelles bretonnes (surtout du pays gallo). Par la suite, il crée son propre répertoire original en français et en breton.
Tri Yann est l'un des groupes de musique celtique les plus connus en France. Il a contribué à la popularisation d'airs traditionnels comme Le Loup, le Renard et la Belette (La Jument de Michao), Les Filles des forges, Dans les prisons de Nantes, Si mort a mors ou Pelot d'Hennebont.
Formé en 1969, le groupe reste actif jusqu'à ses adieux à la scène en septembre 2021, ce qui en fait l'un des groupes français ayant la plus grande longévité (avec les groupes de rock progressif Ange et Magma), avec 52 ans de carrière ininterrompue avec ses trois membres fondateurs toujours présents. Le précédent record, en France, était détenu jusqu'en 2008 par les Frères Jacques (avec 37 ans de carrière). Toutefois, le groupe finit par reprendre du service, d'abord sur scène à partir de l'été 2024, puis en studio avec la parution au printemps 2025 de Avec l'Ensemble Vocal Marie Nodier, un nouvel album studio, fruit de sa collaboration avec une chorale jurassienne.

## Histoire

### Années 1960–1970

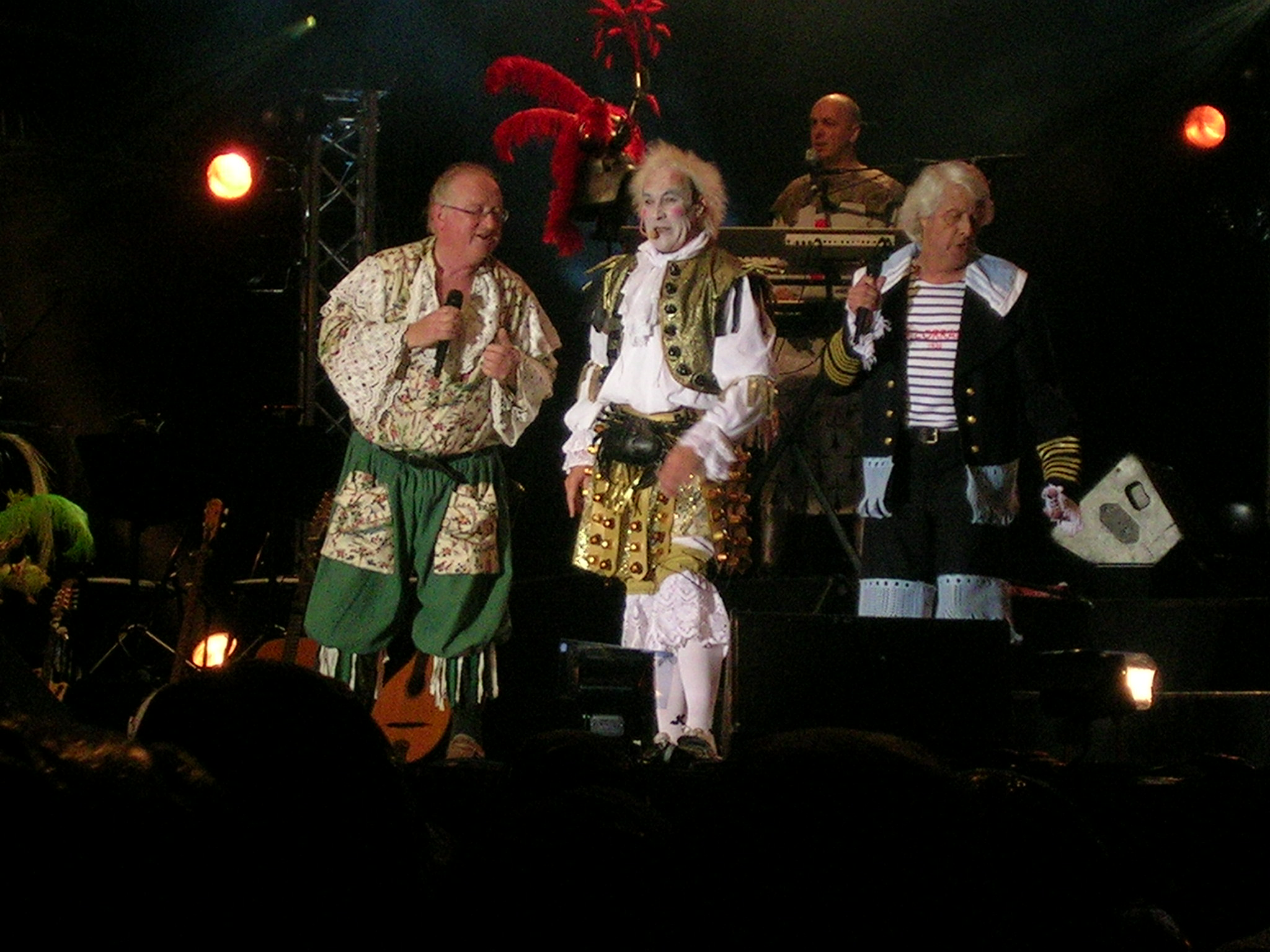
Jean Chocun, Jean-Louis Jossic et Jean-Paul Corbineau au Festival Interceltique de Lorient en 2011.

Le groupe est fondé à Nantes à la fin des années 1960.
Début 1969 a en effet été le moment de la rencontre entre Jean-Louis Jossic, professeur d'histoire et de géographie au collège Saint-Joseph de Savenay, Jean-Paul Corbineau, responsable des achats pour un hypermarché et Jean Chocun, assistant administratif à la Compagnie générale transatlantique, lors d'une fête organisée à Nantes par Jean-Louis à l'occasion de son « Père-Cent », c’est-à-dire la célébration de la date qui annonce les 100 derniers jours qui lui restaient à devoir au service militaire (devenu « service national » à partir de 1965). Étant lui-même « sous les drapeaux », Jean Chocun était alors en permission. C'est Jean-Paul Corbineau qui est à l'initiative de la rencontre.
Entourés d'amis, les trois Jean ont très vite entrepris d'inviter des musiciens lors de soirées privées et se sont eux-mêmes créés un répertoire de chansons diverses allant de reprises de folk américain à des mélodies bretonnes ou québécoises, montant à Nantes avec d'autres pratiquants du folk un spectacle baptisé « Folk-song 70 » dont l'affiche faisait pour la première fois mention du nom de « Tri Yann An Naoned » (Les trois Jean de Nantes), surnom que leur avait donné un des premiers fans et qu'ils ont gardé comme marque.
Le 19 décembre 1970, à Plouharnel, les trois Jean interprètent devant quelques amis la Pastourelle de Saint-Julien - Maraîchine. La semaine suivante, ils jouent dans un bal breton à Nantes.
En octobre 1971, Bernard Baudriller, professeur d'anglais à Savenay, rejoint ses amis. Jouant déjà du violon et du violoncelle, il apprend la contrebasse qu'il unit à sa voix, ainsi qu'aux guitares, flûtes, banjo et chants des trois compères. Il restera dans le groupe jusqu'en 1985. La méthode de travail du groupe n'a pas changé depuis lors : si la composition des musiques et leurs arrangements est un travail collectif de tous les membres de Tri Yann, l'écriture des textes est, en général, confiée à Jean-Louis Jossic.
Enregistré grâce à Gilles Servat rencontré en mars 1972, un premier disque (vinyle) éponyme intitulé Tri Yann an Naoned sort en juin 1972, édité par le label Kelenn. Il reçoit un accueil favorable du public et sans aucune promotion, le tirage est épuisé en quelques semaines. Cela encouragera très vite les désormais quatre musiciens-chanteurs à faire, avec l'enthousiasme de la jeunesse, le choix risqué du professionnalisme.
Le 13 août 1972, Tri Yann se produit à la fois l’après-midi à Moëlan-sur-Mer lors du 1er festival de Kertalg, également appelé le  « Woodstock breton » (leur premier grand festival, qui attira plus de 5 000 spectateurs avec, en têtes d'affiche, Gilles Servat et les sœurs Goadec) et le soir-même à Gomené dans les Côtes-d'Armor dans la cour d'un manoir, devant (seulement) une trentaine de pensionnaires en fauteuil roulant d'un centre voisin pour handicapés.
En décembre 1972, les quatre amis se produisent à l'Olympia en première partie de Juliette Gréco.
Le 1er janvier 1973, le groupe passe professionnel sous le nom de « Tri Yann ». Le deuxième album, Dix ans, dix filles paraît en mars 1973. Les spectacles s'enchaînent, dont un Musicorama à l'Olympia (qui réunit également d'autres artistes produit par Kelenn) et une semaine de concerts toujours à l'Olympia, cette fois en tête d'affiche du spectacle Keltia '73. Durant l'été 1973, tous les artistes de Kelenn se retrouvent sous un chapiteau Spécial Bretagne pour une tournée de quarante jours.
En 1974, Tri Yann crée son propre label – « Marzelle » – et intensifie ses tournées un peu partout dans l'hexagone. La même année sort le troisième album Suite gallaise, plus orienté vers la musique de Haute-Bretagne et le chant gallo (langue d'oïl de la Haute-Bretagne).
Avec la parution en juin 1976 de son quatrième album La Découverte ou l'Ignorance (disque d'or en 1979), Tri Yann intègre musicalement batterie et guitare électrique aux côtés des instruments plus traditionnels. Ce métissage deviendra la « marque de fabrique » du groupe. Jérôme Gasmi tient la batterie pour les concerts.
En 1977, le parisien Gérard Goron, batteur de variétés et de rock, remplace Jérôme Gasmi. En 1978 paraît Urba, le premier album-concept du groupe, qui dénonce les dangers de la modernisation sauvage, avec entre autres Le soleil est noir, chant de colère après le naufrage de l'Amoco Cadiz. En 1978-1979, Tri Yann chante en Allemagne, en Belgique et en Suisse. En mai 1979, Christian Vignoles, ancien élève des cours de guitare de Jean-Luc Chevalier, intègre le groupe (basse, guitares acoustiques et électriques, claviers). Il y restera jusqu'à son départ le 20 décembre 1984 après un concert à Saint-Dizier.

### Années 1980

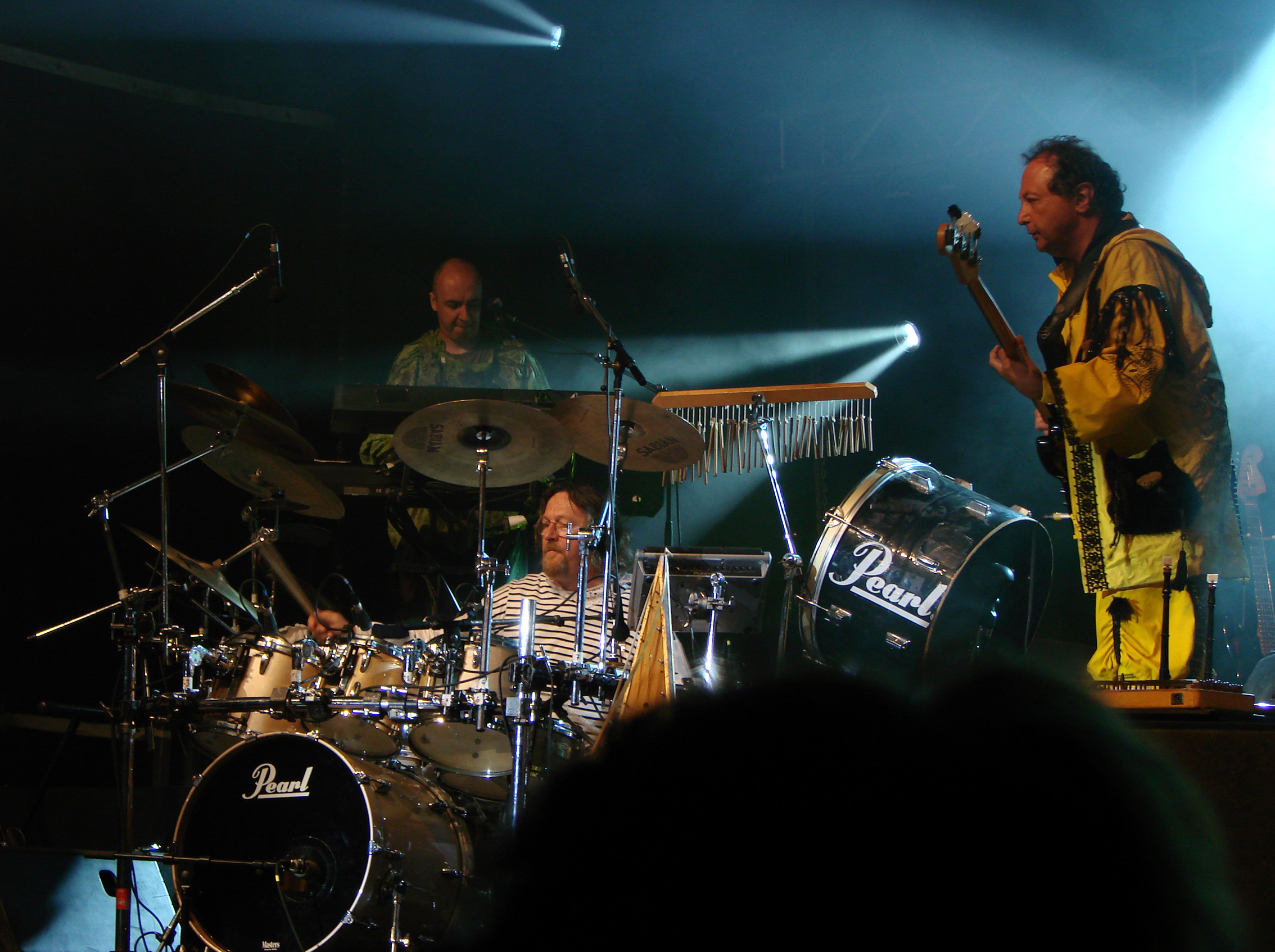
Freddy Bourgeois aux claviers, Gérard Goron à la batterie et Jean-Luc Chevalier à la basse électrique.

Un espoir politique et la problématique environnementale marquent l'esprit du sixième album qui paraît en 1981 : An heol a zo glaz (Le soleil est vert). Récemment intégré au groupe, Christian Vignoles collabore aux arrangements avec Bernard Baudriller. Jean-Luc Chevalier participe ponctuellement à l'enregistrement de cet album. Jean-Paul Corbineau est remplacé pendant quelques mois par Mylène Coué.
Un bar de Nantes, le Café du bon coin, donne son nom au septième album qui paraît en 1983. Tri Yann obtient la même année le Prix de la Critique du Disque décerné par la presse allemande.
En 1985, le groupe connaît des changements importants : Christian Vignoles parti, Bruno Sabathé arrive avec ses claviers et en fin d'année Bernard Baudriller s’en va à son tour, remplacé par Louis-Marie Séveno (violon et basse). Tri Yann fête ses quinze ans à Nantes et enregistre pour l'occasion son premier album en public Anniverscène. C’est aussi à cette époque que la mise en scène des spectacles s'étoffe avec des costumes spécifiques et des contes, souvent fantastiques, introduisant certaines chansons.
En 1988, avec Le Vaisseau de pierre Tri Yann met en scène, la bande dessinée éponyme de Pierre Christin et Enki Bilal. Les spectacles, pourtant grandioses, sont prématurément arrêtés car trop lourds à gérer, mais l’expérience musicale et scénique est inoubliable. Ancien guitariste de Magma, Jean-Luc Chevalier rejoint alors Tri Yann.

### Années 1990
Un nouvel album aux sonorités plus jazz paraît en 1991 : Belle et rebelle, consacré à la ville de Nantes, est dédié au cinéaste Jacques Demy. Le groupe fête ses vingt ans à Nantes. Bruno Sabathé est remplacé en 1992 par Christophe Le Helley aux claviers, mais aussi aux instruments traditionnels (cornemuses, harpe, flûtes médiévales).
L’album Portraits, galerie de personnages bretons, enregistré à l’abbaye de Fontevraud, paraît en 1995. Plusieurs titres sont consacrés à l’évocation de Guillaume Seznec. Bernard Baudriller participe, à titre amical, à l’enregistrement. En fin d’année, deux concerts donnés dans l’ancienne usine LU de Nantes sont l’occasion pour tous les anciens musiciens de Tri Yann de se retrouver pour les vingt-cinq ans du groupe. Après une décennie un peu plus calme, 1996 marque un net regain d’intérêt du public pour la culture bretonne. Tri Yann tourne sans cesse (Printemps de Bourges, Olympia, festival de Saint-Chartier avec la participation de Bernard, Zénith de Paris…) et enregistre un double album live : Tri Yann en concert. En 1997, Tri Yann est nommé pour les Victoires de la musique.

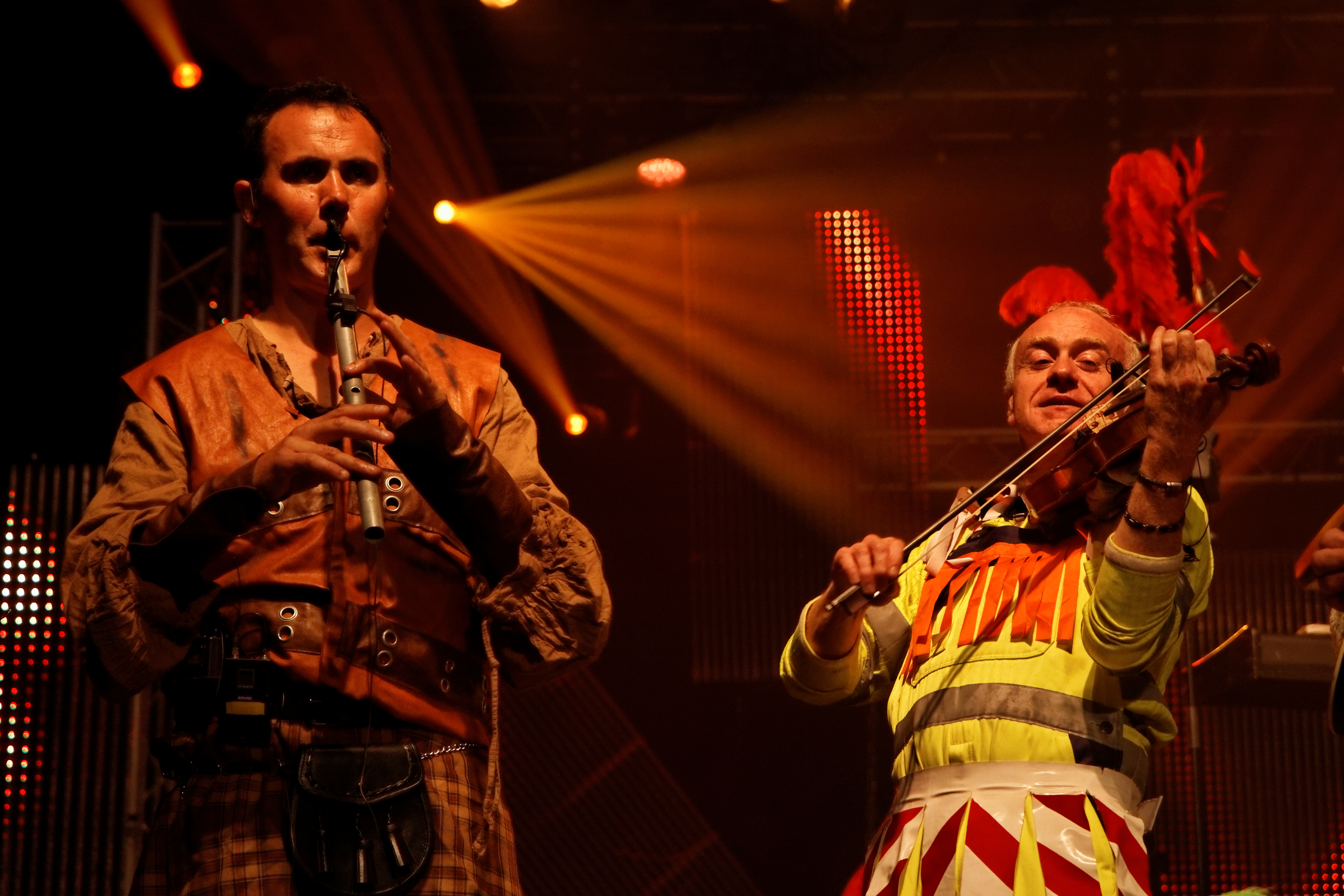
Konan Mevel et Christophe Peloil, nouveaux venus en 1999.

La veillée du troisième millénaire paraît en 1998. Ce double CD rassemble des extraits de concerts, côté scène et côté coulisses et des entretiens avec les membres de Tri Yann. À l’été 1998, Christophe Le Helley décide de quitter Tri Yann. Bruno Sabathé revient assurer l’intérim en attendant le remplacement définitif de Christophe. C’est chose faite en fin d’année avec l’arrivée de Frédéric « Freddy » Bourgeois (claviers) puis de Konan Mevel (cornemuse, flûtes). C’est aussi en 1998 qu’est enregistré l’album en public La tradition symphonique, avec l’Orchestre national des Pays de la Loire (ONPL), dirigé par Hubert Soudant.
En 1999, Tri Yann participe pour la saint Patrick au spectacle Bretagnes à Bercy aux côtés d'autres artistes comme Armens, Gilles Servat, Alan Stivell ainsi que Dan Ar Braz et l'Héritage des Celtes puis participe à l’enregistrement d’Excalibur, un album-concept d’Alan Simon, aux côtés de Dan Ar Braz, Angelo Branduardi, Roger Hodgson, Gabriel Yacoub… Fin novembre, Louis-Marie Séveno s’en va à son tour, remplacé par Christophe Peloil.

### Années 2000

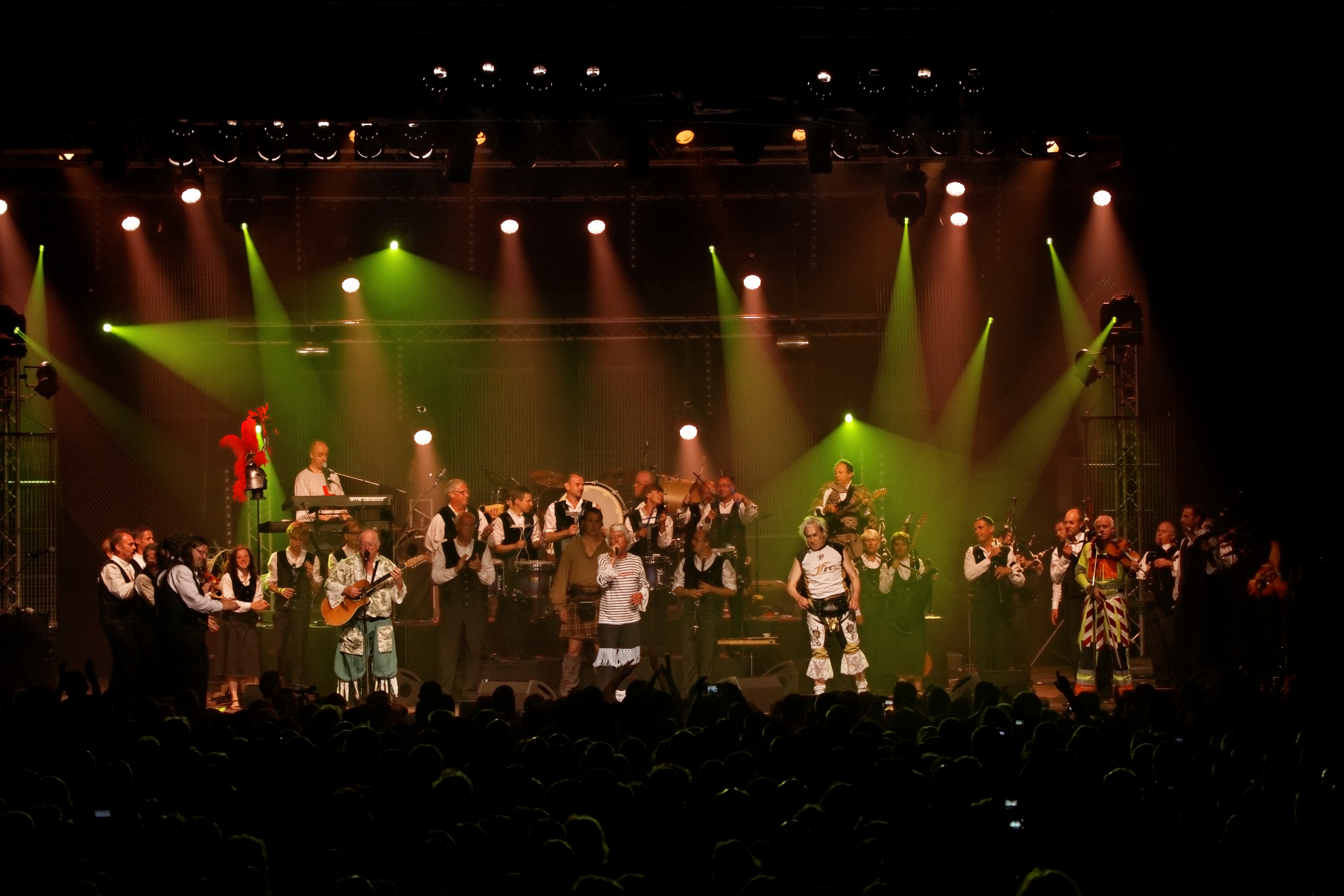
Le bagad de Nantes accompagne le groupe à l'occasion sur scène.

En 2000, les trois « fondateurs » du groupe sont nommés chevaliers dans l’Ordre des Arts et des Lettres. Jean-Paul Corbineau est contraint de prendre du recul pendant une bonne partie de l’année 2000 pour des raisons de santé. Il est alors remplacé au chant par Bleunwenn Mevel, sœur de Konan. L’année 2001 démarre sur les chapeaux de roues : en janvier paraît l’album Le Pélégrin, racontant le voyage d’un écossais vers Saint-Jacques-de-Compostelle. Tri Yann dispose désormais de son propre studio d’enregistrement à Savenay, le studio Marzelle. Dans la foulée, Tri Yann fête ses trente ans avec le retour de Jean-Paul et deux concerts exceptionnels à Nantes. En décembre, sortie d’un double album en public 30 ans au Zénith, enregistré à Paris, avec la participation exceptionnelle de nombreux invités, dont Bleunwenn et Hugues Aufray. Ils participeront également au festival Nantes au Zénith, qui a eu lieu à la suite de l'ouverture du Zénith de Nantes.
En 2003, le nouvel album du groupe arrive dans les bacs des disquaires : Marines est consacré à la mer et aux marins. Tri Yann investit pour quatre jours le Casino de Paris. En 2004, Hubert Soudant quitte la direction de l’Orchestre national des Pays de la Loire. Pour cette occasion, Tri Yann et l’ONPL donnent une série de concerts ; l’album correspondant, La Tradition symphonique 2, paraît en fin d’année. C’est à la même époque que sort le combiné CD-DVD Les racines du futur, avec une compilation de titres, un concert inédit au Festival interceltique de Lorient et des images d’archives du groupe.
Tri Yann participe en 2006, aux côtés d’autres artistes dont Nolwenn Leroy, au conte musical pour enfants Le secret du vieux coquillage blanc. Suite logique à Marines, le nouvel album du groupe, Abysses, paru en octobre 2007, explore les fonds sous-marins avec leurs dieux, leurs légendes mais aussi leurs événements historiques. Le 29 janvier 2008, le groupe donne un concert unique à guichets fermés à l’Olympia. Tri Yann bat cette année-là le record de longévité pour un groupe français. En 2009, Alan Simon, qui avait déjà monté Excalibur, crée l’opéra-rock Anne de Bretagne, auquel participe Tri Yann.

### Années 2010 et cinquantième anniversaire en 2020
Tri Yann fête ses quarante ans en 2011. En février est édité l’album Rummadoù (Générations) qui raconte l’épopée d’une famille, depuis le Ve siècle, de l’Écosse à la Bretagne. De nombreux concerts sont au programme, dont le traditionnel anniversaire décennal à Nantes, le Zénith de Paris et le Festival Interceltique de Lorient. Le concert au Festival interceltique de Lorient, sous une pluie torrentielle, donne lieu à l’enregistrement d’un combiné double CD et DVD : Le Concert des 40 ans qui paraît en 2012. Tri Yann publie également un album de chansons de marins, mêlant d’anciennes chansons et des morceaux inédits sur la même thématique.
Entre fin 2014 et début 2016, le groupe travaille sur son nouvel album initialement baptisé Légende, qui a pour thème « Les contes et légendes bretonnes ». Finalement intitulé La Belle enchantée, il sort le 15 avril 2016 et comprend douze titres.

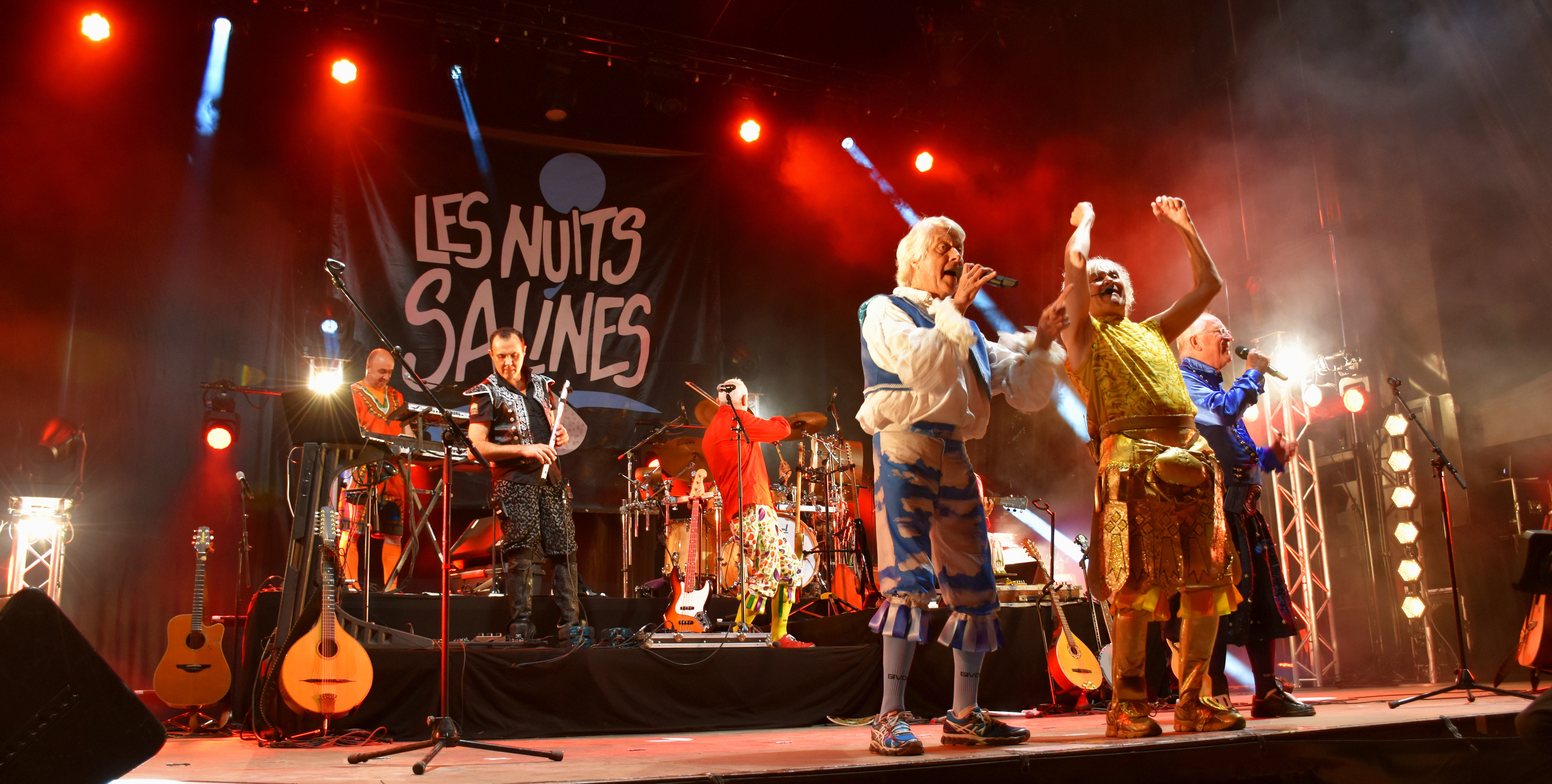
Tri Yann à Batz-sur-Mer le 20 juillet 2019.

Le 12 mars 2016, le groupe donne un concert exceptionnel au palais des Congrès de Paris pour la Fête de la Saint-Patrick et de la Bretagne. Le 12 mai 2017, à l'occasion d'un concert pour ses quarante-cinq ans à la Cité des congrès de Nantes, le groupe reçoit le prix Bro Gozh. Le 23 mai 2017, ils apparaissent lors d'un concert de France 2 pour l'émission Les copains d'abord, concert ayant lieu à Quimper.

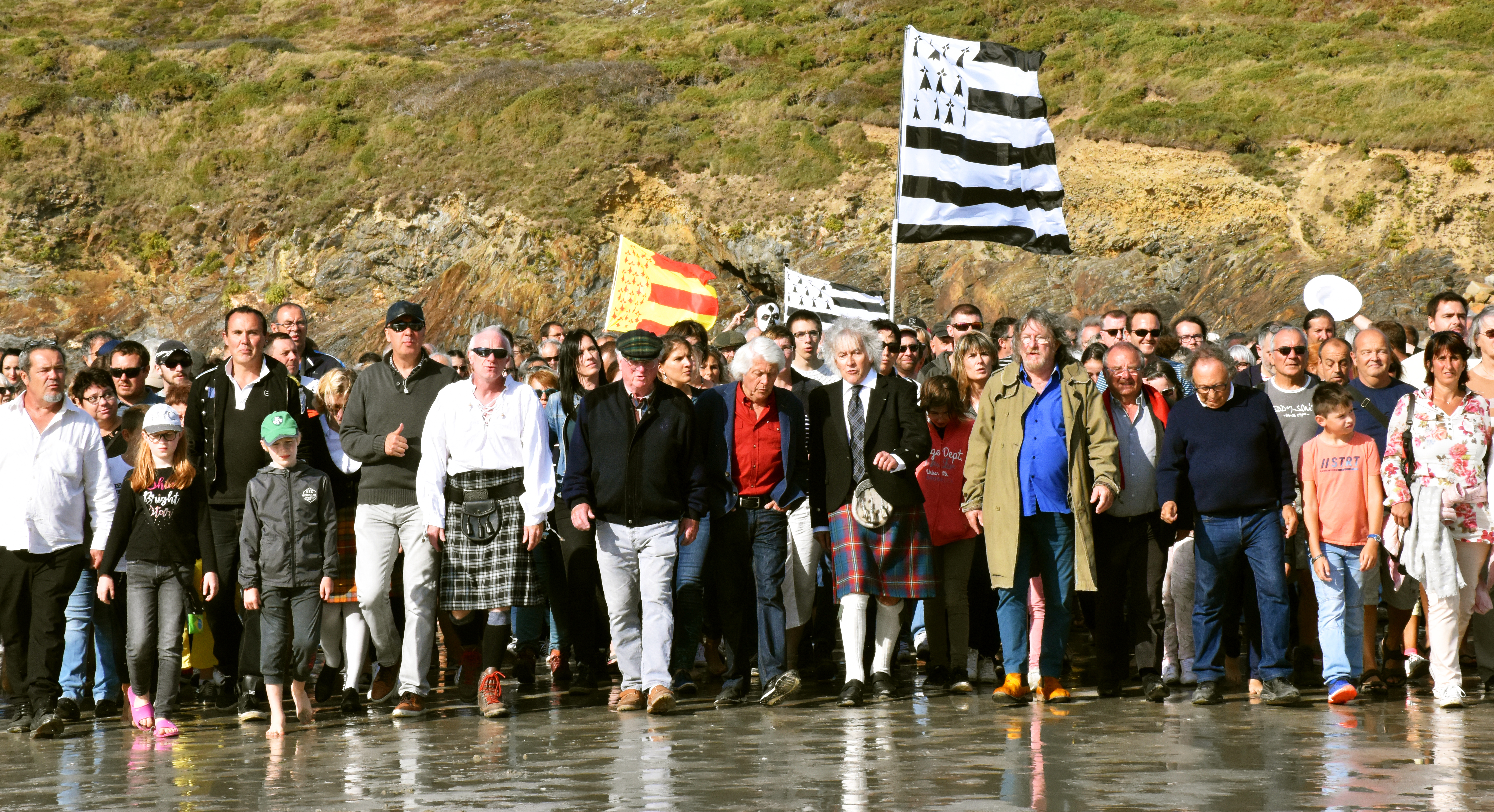
Tournage du dernier clip avec leur chanson Les rives du Loch Lomond.

Le 25 janvier 2018, le groupe fête son quarante-septième anniversaire par un concert à L'Olympia de Paris.
En février 2019, Tri Yann annonce qu'il fêtera ses cinquante ans de scène en 2020 et qu'il met un terme à ses tournées de concerts en mars 2020. Le groupe se défend d'effectuer une « tournée d'adieux ». En effet, Tri Yann n'a pas l'intention d'arrêter son activité,.
Le 14 août 2019, France 3 diffuse une version filmée raccourcie à 1h20 du concert que le groupe a donné le 20 juillet 2019 au Festival des Nuits Salines à Batz-sur-Mer (Loire-Atlantique),. Ce concert fait l'objet d'une sortie CD (concert incomplet) et DVD (concert complet) fin novembre 2019 sous le titre 50 ans de scène (Kenavo Tour Live CD + DVD), en avant-goût de la tournée du même nom qui les amènera, à huit sur scène, du 7 décembre 2019 à l'automne 2020, en vingt-cinq concerts d'adieux, dans les plus grandes salles, dont les Zénith d'Amiens, Rouen, Dijon, Caen, Lille... avec également des crochets par Karlsruhe et Stuttgart en Allemagne.

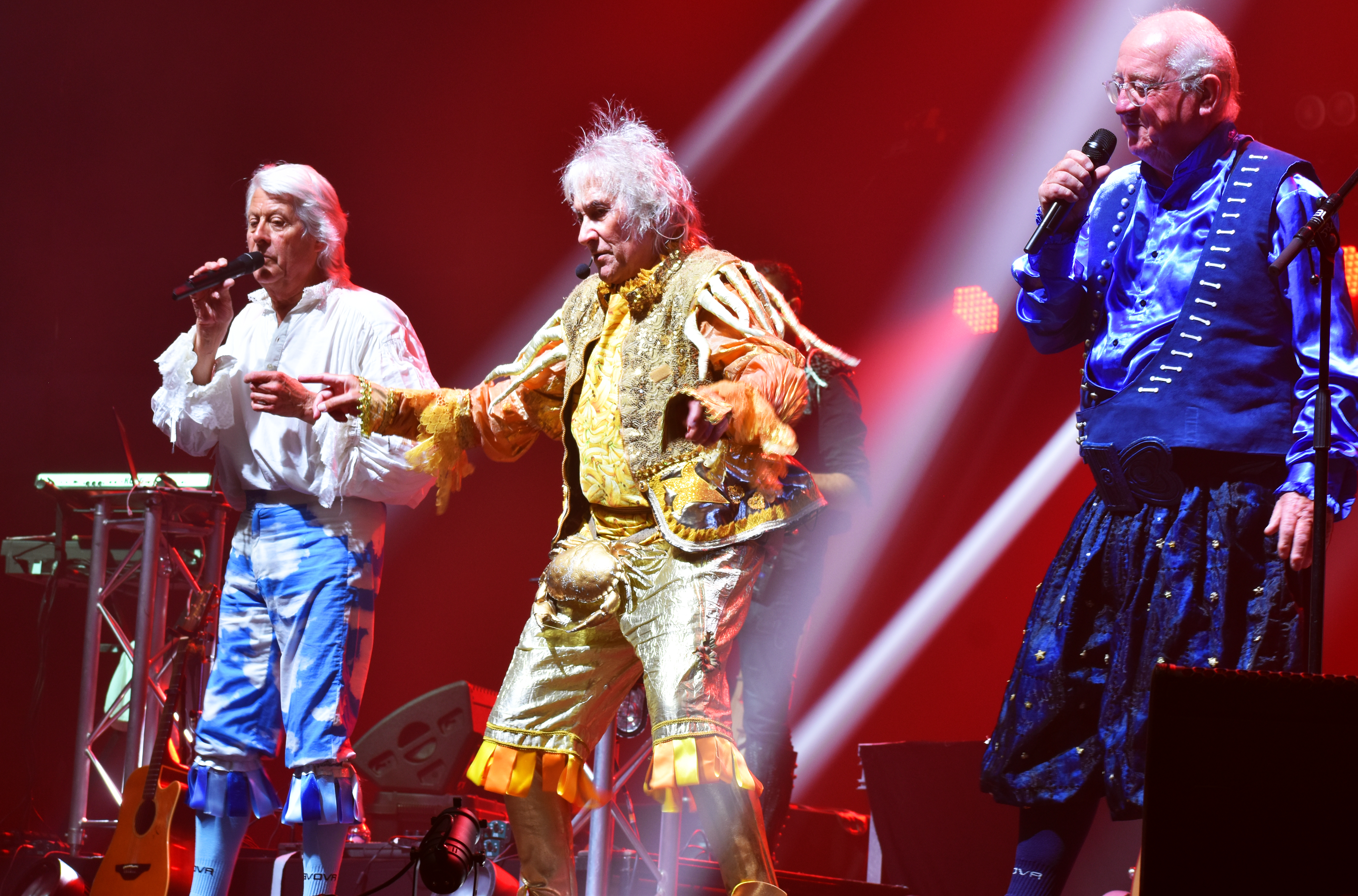
Tri Yann, en concert à la Brest Arena le 13 septembre 2020.

Le 7 septembre 2019, à Sainte Anne la Palud, dans l'île Salgren, se tourne la dernière scène du dernier clip du groupe dont Konan Mevel est le réalisateur.

### Fin de carrière
En janvier 2020, Tri Yann annonce qu'il fera officiellement ses adieux à la scène et au public à l'issue de son Kenavo tour avec un dernier concert prévu le 28 mars 2020 à Nantes. Le 26 septembre 2020, les « Trois Jean » reçoivent le collier de l'ordre de l'Hermine en récompense des cinquante années de carrière du groupe au service de la promotion et la sauvegarde de la musique bretonne.
Le 17 mars 2021, le jour de la Saint-Patrick, la (nouvelle) chaîne de télévision française Culturebox diffuse sous le titre Le concert des 50 ans la version filmée raccourcie à 1 h 20 du concert donné le 20 juillet 2019 à Batz-sur-Mer au Festival des nuits salines.
En raison de l'épidémie de maladie à coronavirus, le calendrier des spectacles est bousculé. Reportés à plusieurs reprises, les derniers concerts ont finalement lieu en septembre 2021 et le groupe fait ses adieux à la scène le 11 septembre 2021 à la Cité des congrès de Nantes lors d'un ultime spectacle qui rassemble de nombreux artistes invités aux côtés de Tri Yann, dont d'anciens membres du groupe.
Membre fondateur du groupe en 1969, Jean-Paul Corbineau meurt le 16 décembre 2022 à Nantes des suites d'une leucémie,.

### Prolongations

#### Concerts en chorale
Les trois membres historiques du groupe que sont Jean Chocun, Jean-Louis Jossic (deux des trois Yann fondateurs) et le violoniste arrangeur Christophe Péloil (qui a fait partie du groupe pendant plus de 20 ans) répondent à l'invitation formulée six mois plus tôt par Jean-Jacques Dorier, le chef de chœur de l'Ensemble Vocal jurassien Marie Nodier,, de Quintigny de partager la scène en donnant au début de l'été 2024 en Bourgogne-Franche-Comté deux concerts acoustiques exceptionnels (qui font complets) intitulés "Chants de Bretagne et d'ailleurs" : 
- l'un le 6 juillet à 20:30 en l'église romane Saint-Désiré à Lons-le-Saunier dans le Jura[n 3] et
- l'autre le 7 juillet à 17:00 en l'église romane Saint-Martin de Chapaize, tout petit village de 164 habitants situé en Saône-et-Loire, à 15 kilomètres de Tournus[n 4],[n 5].

#### Album collaboratifAvec l'Ensemble Vocal Marie Nodier
Le 6 mars 2025 est annoncé la publication pour le 18 avril suivant de l'album studio "Avec l'Ensemble Vocal Marie Nodier" réalisé en collaboration avec l'ensemble vocal jurassien avec lequel Tri Yann avait donné deux concerts en église au cours de l'été 2024. La sortie de l'album est par la suite annoncée pour le 25 avril 2025. 
Par essence dépourvu de guitare électrique, de batterie et de synthétiseur, l'album propose une relecture polyphonique de quinze titres emblématiques du groupe, enrichis de nouveaux arrangements vocaux intégrant des harmonisations à trois, quatre, voire six voix. Certains morceaux sont une adaptation des polyphonies déjà existantes tandis que d’autres, initialement monodiques, sont enrichis d'une nouvelle texture vocale. Dans un souci de cohérence avec les sonorités traditionnelles du groupe, certaines parties instrumentales ont fait l'objet d'une réécriture musicale. 
L'enregistrement de l'album s'est fait en deux temps et en deux lieux : l'ensemble jurassien a d'abord enregistré au studio Triphon à Dijon puis les anciens membres du groupe que sont Christophe Peloil et Bernard Baudriller ainsi que des musiciens invités ont rejoint Pascal Mandin, l'ingénieur du son studio de Tri Yann, et les deux fondateurs historiques Jean Chocun et Jean-Louis Jossic à leur studio Marzelle de Savenay pour apporter leur contribution au projet,,. 
Pour marquer la sortie de l'album, Tri Yann et l'Ensemble Vocal Marie Nodier donneront (a priori) seulement trois grands concerts aux dates et lieux déjà annoncés : 
- le 27 juillet 2025 à Rochechouart lors du festival "Labyrinthe de la Voix" dans les allées du château[n 8],[27],[29],[33],
- le 8 février 2026 au Zénith de Nantes[29],
- le 29 mars 2026 au Liberté à Rennes.

D'après Jean Chocun interviewé en avril 2025 par le média en ligne Parfum d'étoiles, cette initiative de l'Ensemble Vocal Marie Nodier a été décisive en cela qu'elle a permis de faire se retrouver les membres du groupe qui avait été mis à l'arrêt à la suite de la mort de Jean-Paul Corbineau et de remettre le groupe en scène, même si le groupe en tant que tel « n'existe plus ». Il précise aussi qu'à moins d'une disponibilité (très hypothétique) de tous les musiciens pour d'autres dates, le groupe et la chorale ne devraient pas donner d'autres concerts ensemble.

#### Projet de nouvel album studio
Depuis 2018, Tri Yann travaille à un projet d'album-concept consacré à l'histoire de la Bretagne,.

## Membres

### Membres actuels

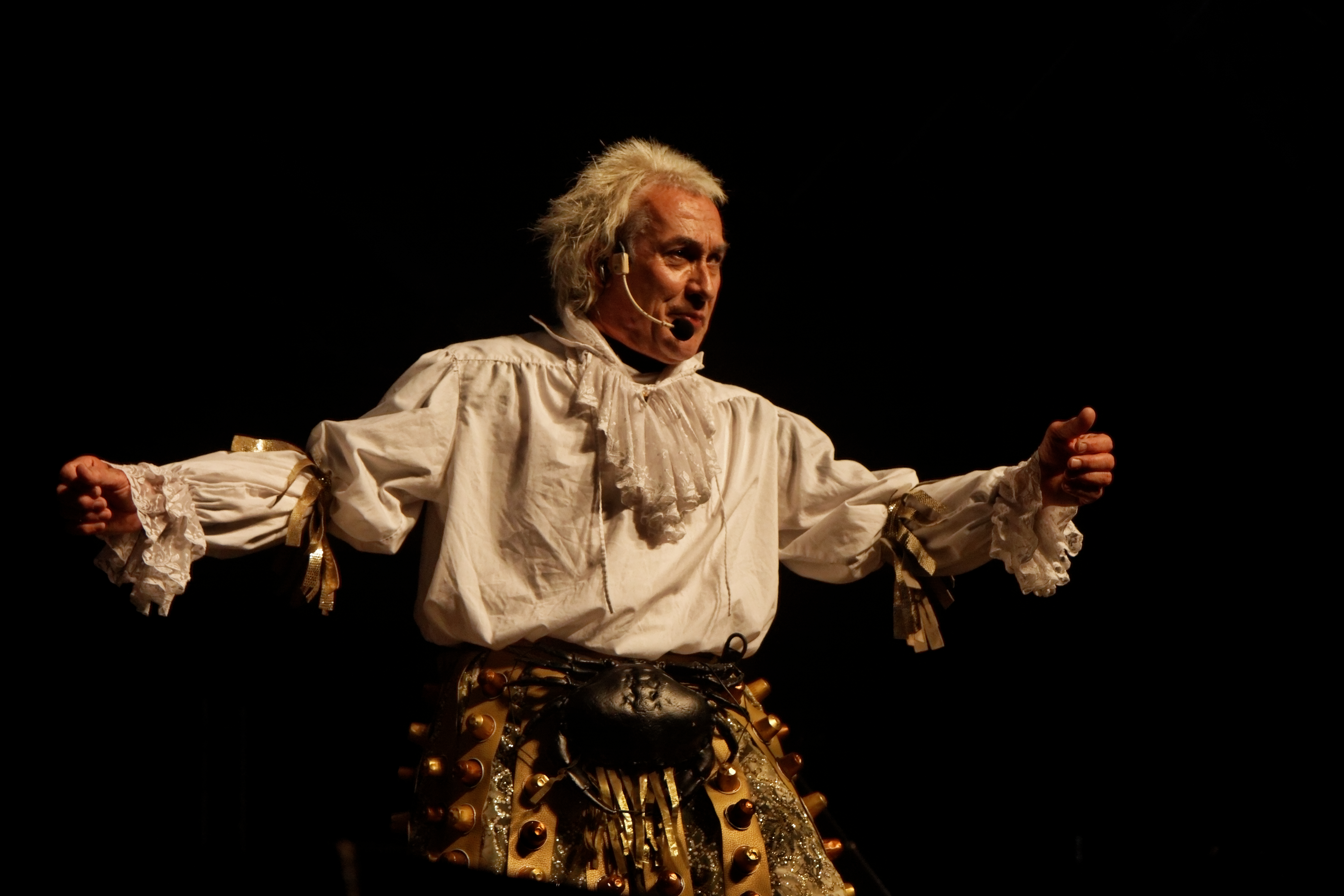
Jean-Louis Jossic
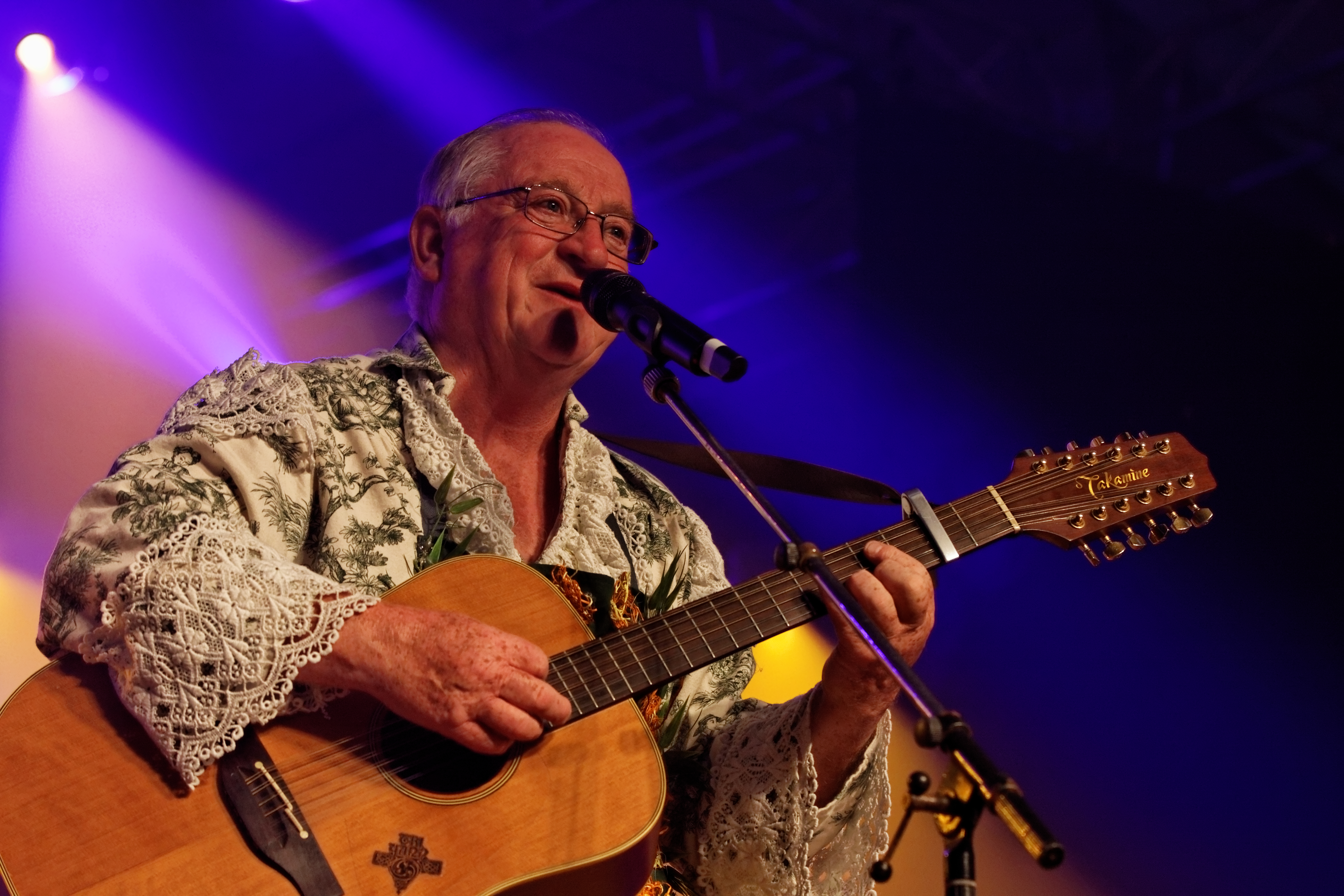
Jean Chocun
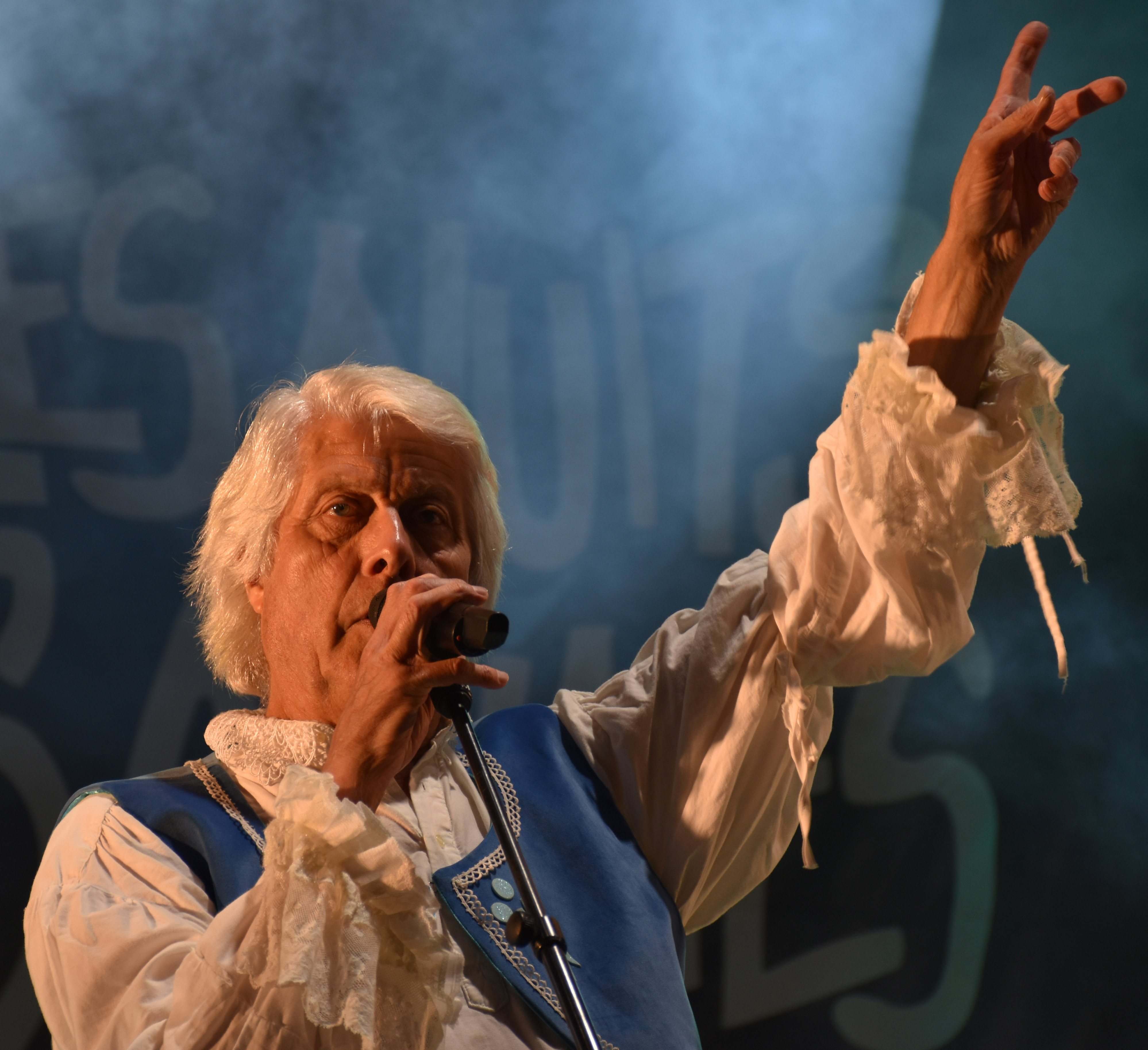
Jean-Paul Corbineau

- Jean Chocun (depuis 1969) – chant, chœurs, guitare acoustique, mandoline, banjo, dulcimer. Né à Nantes, il est l'un des membres fondateurs du groupe. Il se définit comme « mandoliniste-comptable » du fait de son implication dans la gestion de Tri Yann qui le sollicite autant que la scène ou les enregistrements. Commençant par jouer dans des orchestres de bal en 1965, il rencontre Jean-Paul Corbineau l'année suivante pour un répertoire orienté vers le folksong américain et des reprises d'Hugues Aufray. En parallèle de son activité de musicien au sein de Tri Yann, il a participé au groupe Les Mãls de Mer et donne des concerts en solo avec son groupe de musique irlandaise[27].
- Jean-Louis Jossic (depuis 1969) – chant, chœurs, cromorne, bombarde, chalemie, psaltérion. Membre fondateur du groupe, il en est considéré comme la « locomotive ». Il est le principal auteur des textes en français des chansons, des intermèdes parlés (« contes ») dans les spectacles et des textes additionnels sur les pochettes des albums. Il est également très impliqué dans l'élaboration de la scénographie des concerts et dans la conception des costumes de scène. Il a été longtemps adjoint à la culture à la mairie de Nantes sous les mandats de Jean-Marc Ayrault. Sa culture musicale est héritée des cercles celtiques dont il fit partie à ses débuts. En parallèle de son activité de musicien au sein de Tri Yann, il s'adonne au théâtre dans une troupe du côté de Morlaix[27].

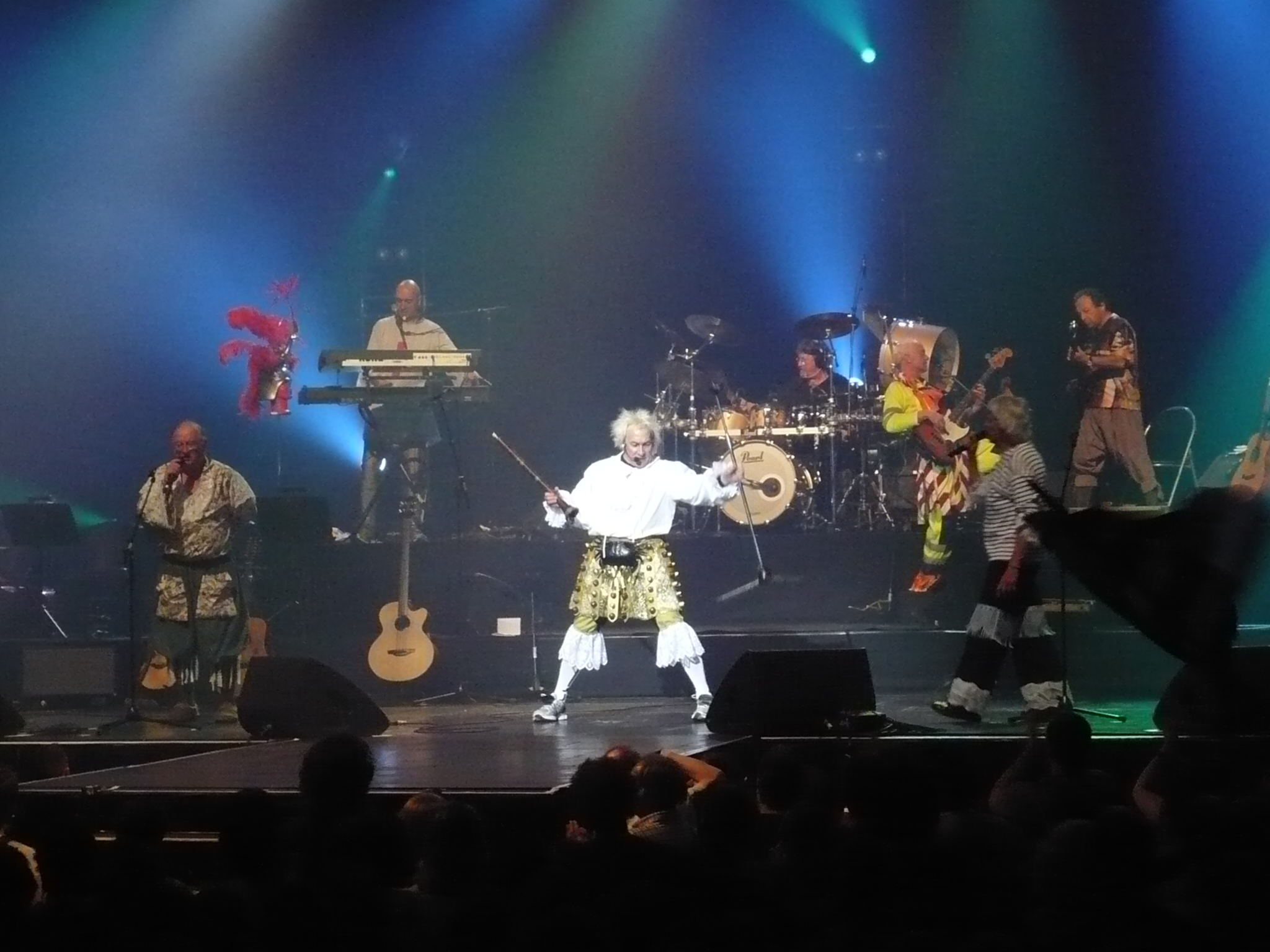
Lors de la chanson Kan ar kann ; de gauche à droite : Jean Chocun, Fred Bourgeois, Jean-Louis Jossic, Gérard Goron, Christophe Peloil, Jean-Paul Corbineau, Jean-Luc Chevalier.

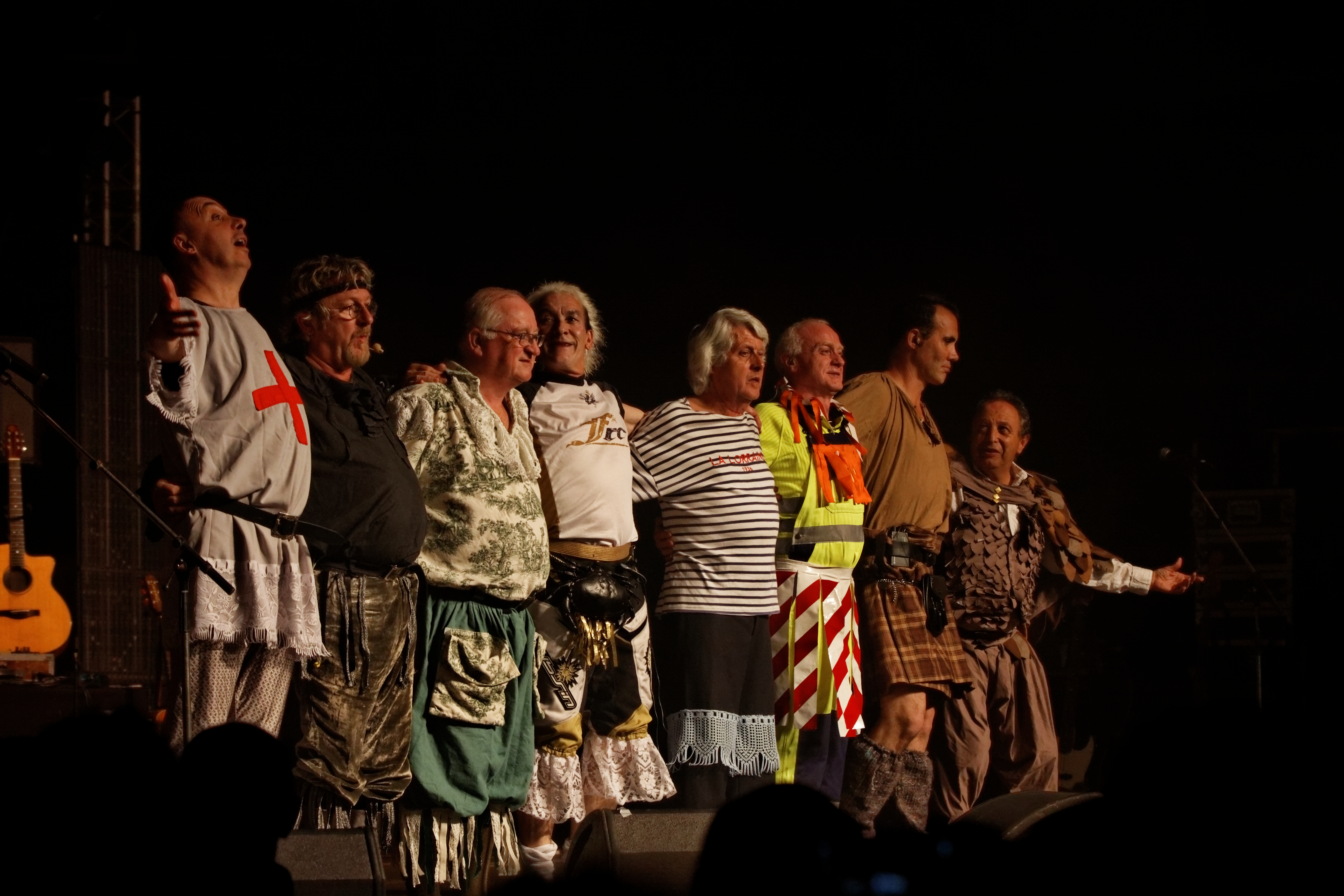
Tri Yann, au complet, saluant les spectateurs à la fin de leur spectacle lors du festival de Cornouaille en juillet 2012.

- Christophe Peloil (depuis 1999) – chœurs, violon, alto, basse, tin whistle. Il rejoint le groupe en décembre 1999 au violon et à la basse. Il a pris la suite de Louis-Marie Séveno. Christophe a fait les arrangements pour grand orchestre de certaines chansons pour les concerts de Tri Yann et l'orchestre national des Pays de la Loire (ONPL) en 2004. Ses qualités d'arrangeur sont précieuses pour le groupe. Il officie aussi dans le groupe Troellenn, un quatuor à cordes. Sa participation à l'opéra-rock Anne de Bretagne avec Tri Yann l'amène à collaborer avec des artistes du spectacle, comme Pat O'May (Celtic Wings) et Tristan Décamps (Le Bruit des Humains[35]) en 2013. Il est professeur de musique à Grenoble[27].

### Anciens membres
- Jean-Paul Corbineau (1969–2021) – chant, chœurs, guitare acoustique. Né et mort à Nantes (1948-2022), il est l'un des membres fondateurs du groupe, en 1969, après quatre ans de parcours artistique avec Jean Chocun. Son timbre de voix le destine généralement à chanter les complaintes et les ballades du groupe ; sur scène, il joue également de la guitare acoustique.
- Bernard Baudriller (1971-1985 ; 2025) – chant, basse, contrebasse, violon, violoncelle, flûte traversière (membre historique du groupe, il a également participé à l'album studio enregistré avec la chorale jurassienne[27])
- Jérome Gasmi – batterie (1975-1977)
- Gérard Goron (1977–2021 ; 2025) – chœurs, batterie, percussions, mandoloncelle, dulcimer, guitare électrique. Influencé par la musique rock, il rejoint le groupe en 1977 en tant que batteur après avoir accompagné Gilles Servat. Multi-instrumentiste lui aussi, il joue également du mandoloncelle, de la guitare et des claviers. Gérard participe aussi au mixage et à l'enregistrement des albums de Tri Yann au studio Marzelle à Savenay en collaboration étroite avec l'ingénieur du son Pascal Mandin. Il s'implique dans le suivi des arrangements musicaux et dans la coordination des interventions des membres du groupe lors des préparations de nouveaux titres ou de ré-interprétations de titres plus anciens. En 2016, il est également adjoint au maire de Plessé, en charge de la culture[36]. En parallèle de son activité de musicien au sein de Tri Yann, il s'adonne à la peinture, d'abord pastel puis à l'acrylique. Ces tableaux, plutôt géométriques, représentent notamment des bigoudènes[27],[34]. Il a joué du mandoloncelle sur l'album studio enregistré avec la chorale jurassienne (2025)[27].
- Mylène Coué – chant (1978)
- Christian Vignoles – guitares, basse, claviers (1979-1984)
- Bruno Sabathé – chœurs, claviers (1985-1992, 1999)
- Louis-Marie « Loumi » Séveno – chœurs, alto, violon, basse, flûtes (1986-1999)
- Jean-Luc Chevalier (1988–2021) – guitares acoustique, électrique (Fender Stratocaster), basse électrique. Chevalier est un guitariste français né à Cholet en 1948. Il a aussi fait partie de Magma de 1978 à 1983 comme guitariste et bassiste. On peut l'entendre sur les albums Retrospektïẁ I-II et Retrospektïẁ III (1981), Bobino 1981 et Merci (1984). Il rejoint le groupe Tri Yann en 1988. Il est intervenant dans les conservatoires de jazz et les écoles de musique. Jean-Luc Chevalier joue également avec de nombreux groupes comme Cernunos dont il est le cofondateur avec « Loumi » (Louis-Marie Séveno), un ancien musicien du groupe Tri Yann. Il participe activement aux arrangements collectifs de Tri Yann notamment en ce qui concerne l'écriture harmonique. Il a sorti deux albums sous son nom sur le label Seventh Records : Km 5 à Bangui en 1994 (réf. A13) et Hommage à Jaco en 1996 (réf. A21). Il joue également avec son fils[27].
- Christophe Le Helley (1992-1998) – instruments médiévaux, harpe celtique, claviers
- Freddy Bourgeois (1998-2021) – chœurs, piano, claviers. Frédéric Bourgeois de son vrai nom, a intégré le groupe fin 1998 avec ses claviers. Il a commencé à jouer à l'âge de vingt ans, il a aussi créé le groupe Fred Bourgeois Group qui a deux albums à son actif. Il apporte au groupe Tri Yann une influence musicale un peu plus jazz. Il est plus particulièrement responsable des arrangements vocaux.
- Konan Mevel (1999-2021) – cornemuse, veuze, northumbrian pipes et uilleann pipes, low whistle, midi-pipes. Dès l'âge de dix ans, il est sonneur de cornemuse dans un bagad. Il rejoint le groupe en janvier 1999 où il a intégré ses instruments celtiques (whistles, cornemuses) et instruments électroniques (sax midi, samples). Il a également créé les groupes Kad et Belshama, avec sa sœur Bleunwenn et son frère Gurvan, avec qui il joue également dans le groupe Skilda avec la chanteuse Kohann.
- Bleunwenn Mevel (2000-2001 ; 2025) – chant (en remplacement de Jean-Paul Corbineau ; a également participé à l'album studio enregistré avec la chorale jurassienne[27])
- Johann Collard (2025) – basse acoustique (compagnon de la fille de Jean Chocun ; a participé à l'album studio enregistré avec la chorale jurassienne[27])

## Discographie

### Albums studio
- 1972 : Tri Yann an Naoned
- 1973 : Dix ans, dix filles
- 1974 : Suite gallaise
- 1976 : La Découverte ou l'Ignorance
- 1978 : Urba
- 1981 : An heol a zo glaz / Le soleil est vert
- 1983 : Café du bon coin
- 1988 : Le Vaisseau de pierre
- 1990 : Belle et rebelle
- 1995 : Portraits
- 2001 : Le Pélégrin
- 2003 : Marines
- 2007 : Abysses
- 2011 : Rummadoù (Générations)
- 2016 : La Belle enchantée

### Albums studio collaboratifs
- 1998 : La Veillée du troisième millénaire
- 2025 : Avec l'Ensemble Vocal Marie Nodier[31]

### Albums live
- 1985 : Anniverscène
- 1996 : Tri Yann en concert
- 1998 : La Tradition symphonique (avec l'Orchestre national des Pays de la Loire)
- 2001 : 30 ans au Zénith
- 2004 : La Tradition symphonique 2 (avec l'Orchestre national des Pays de la Loire)
- 2012 : Le concert des 40 ans (2 CD)
- 2019 : 50 ans de scène (CD/DVD) (enregistré et filmé lors du Festival des Nuits Salines à Batz-sur-Mer le 20 juillet 2019)

### Compilations
- 1976 : Les filles des forges (collection « Succès 2 disques »)
- 1981 : Si mort a mors (collection « Succès 2 disques »)
- 1982 : Collection Tri Yann
- 1986 : Master Serie (incluant deux titres inédits)
- 1994 : Inventaire 1970-1993
- 1995 : Inventaire Volume 2
- 1996 : Ar Gwellañ gant Tri Yann - Le Meilleur de Tri Yann (2 CD)
- 1998 : Trilogie (3 CD)
- 1999 : L'essentiel en concert
- 2000 : CD Story - Best of
- 2003 : La musique a une histoire. Anthologie Tri Yann (3 CD)
- 2007 : Tri Yann - Best of (1972-1990)
- 2007 : Morceaux de Choix (compilation entièrement réalisée par le groupe)
- 2011 : Double Best Of 40e anniversaire (Mercury)
- 2012 : Chansons de Marins (Marzelle) (incluant trois titres inédits)
- 2015 : Les incontournables 1970 - 2015 - Double CD (Marzelle) (incluant trois titres inédits)[37]

## Vidéographie

### VHS et DVD
- 1994 : Inventaire le concert (réalisation : Christian Robin) (uniquement VHS)
- 1996 : Les coulisses de Tri Yann Tournée été 1996 (un film de Christophe Dagobert) (uniquement VHS)
- 2001 : Trente ans au Zénith (DVD)
- 2004 : Les racines du futur (DVD + CD audio compilation)
- 2012 : Le concert des 40 ans (DVD/CD)
- 2019 : 50 ans de scène (DVD/CD)

### Participations filmées
- 1972 : en première partie de Juliette Gréco à l'Olympia
- 1973 : dans le spectacle Keltia à l'Olympia
- 1981-1996-2008 : à l'Olympia
- 1995 : Francofolies de La Rochelle (grande scène - parking St Jean d'Acre)
- 1999 : Excalibur la légende des celtes d'Alan Simon avec Roger Hodgson (Supertramp), Fairport Convention, Dan Ar Braz, Gabriel Yacoub... (un titre : Pour l'amour de la reine)
- 1999 : Bretagnes à Bercy (DVD. trois titres seuls, trois titres avec Dan Ar Braz, Gilles Servat, Alan Stivell, Armens. Également des participations « solo » de chacun de ces artistes et groupes)
- 2000 : Excalibur le concert d'Alan Simon enregistré au Liberté à Rennes : avec toute la troupe d'Excalibur (un titre : Pour l'amour de la reine)
- 2002 : au Festival interceltique de Lorient (DVD. Présence d'un titre de Tri Yann)
- 2004 : à la Nuit Celtique III invite la Corse. Au Stade de France (DVD avec également I Muvrini et Susanna Seivane)
- 2006 : Légende musicale (CD). Le Secret du Vieux Coquillage Blanc écrite et composée par Christophe Coppalle. Contée par Patrick Ewen. Tri Yann y interprète la musique et incarne divers personnages. Outre Tri Yann interviennent les invités suivants : Nolwenn Leroy, Michael Jones, Anthony Chaplain, Yvon Étienne, Katé-mé, Mariannig Larc'hantec, Odyl.
- 2009 dans : l'opéra rock Anne de Bretagne d'Alan Simon avec Nilda Fernandez, Barclay James Harvest, Cecile Corbel, Fairport Convention... (Tri Yann interprète deux titres : Le lys et l'hermine et L'Italie)
- 2012-2013 : participation en qualité d'invités à la tournée Âge tendre
- 2017 : Bro gozh ma zadoù, clip extrait de l'album studio collectif Breizh eo ma bro !
- 2017 : Fête de la Saint Patrick et de la Bretagne : 10th Anniversary (CD, DVD)

## Récompenses et distinctions
- 1977 : Disque d'or pour leur premier album Tri Yann an Naoned
- 1979 : Disque d'or pour leur quatrième album La Découverte ou l'Ignorance
- 1983 : Prix de la critique du disque (Preis der Deutschen Schallplattenkritik) par la presse Allemande[38]
- 1990 : Médaille de la Sacem pour les vingt ans de carrière du groupe[39]
- 1995 : Disque d'or pour Inventaire 1970-1993
- 1999 : Grand Prix Sacem, musique traditionnelle[40]
- 2000 : Jean-Paul Corbineau, Jean-Louis Jossic et Jean Chocun sont nommés Chevaliers dans l'Ordre des Arts et des Lettres. La médaille leur sera officiellement remise huit ans plus tard
- 2014 : Trophée Marianne décernée par un panel d'usagers de La Poste[41]
- 2015 : attribution du titre de sociétaire définitif de la Sacem[42]